# García Íñiguez
García Iñiguez (? – 870) was koning van Navarra van 851/2 tot zijn dood. Hij was een zoon van Ínigo Íñiguez Arista, de eerste koning van Pamplona-Navarra. Toen zijn vader in 842 verlamd raakte, werd hij regent, mogelijk samen met zijn oom Fortún Íñiguez.
García studeerde als gast aan het hof van de emir van Córdoba in Córdoba. Met zijn bloedverwant Musa ibn Musa ibn Fortún van de Banu Qasi rebelleerde hij later in 843 tegen de emir van Córdoba. Deze rebellie werd neergeslagen door emir Abd-ar-Rahman II en die pleegde een tegenaanval op Navarra, waarbij hij García versloeg en Fortún doodde.
Na zijn vaders dood in 851/2 volgde hij hem op als koning. Hij wordt in de kronieken van ibn Hayyan expliciet genoemd als zijn opvolger, maar ook Jimeno Garcés de Navarra wordt als heerser genoemd in (een deel van) het koninkrijk.
In 859 maakte een Vikingeenheid een expeditie naar Navarra. De Navarreezen verbraken hun bondgenootschap met de Banu Qasi en sloten een nieuw verbond met de koningen van Asturië. García en Ordoño I van Asturië lukten het de Vikingen nog in hetzelfde jaar te verslaan in de slag van Albelda. In 860 werd García's zoon en troonopvolger Fortún Garcés gevangengenomen door emir Mohammed I van Córdoba en naar Córdoba gevoerd, en zou daar de volgende twintig jaar van zijn leven verblijven. García was ook beschermheer voor de pelgrims die hij een veilige reis tijdens hun pelgrimstochten naar Santiago de Compostela garandeerde. Hij verdedigde zijn land vurig tegenover het binnendringende islamisme.
García overleed in 870 en zijn zoon zat op dat moment nog gevangen bij de Moren in Córdoba. Zijn nalatenschap (koningschap van Pamplona-Navarra) ging in handen van García Jiménez, de zoon van Jimeno, die als koning-regent regeerde. Zijn eigen zoon Fortún Garcés werd in 882 vrijgelaten en werd bij zijn terugkeer in Navarra alsnog tot koning verheven.
Over de identiteit van zijn echtgenote of echtgenotes is erg weinig bekend, en berust meer op speculatie dan op feiten. Verondersteld wordt dat Urraca Giménez, gravin van Aragón, zijn eerste echtgenote was, en dat hij in 858 hertrouwde met Leodegundis Ordoñez, dochter van Ordoño I van Asturië. 
Kinderen uit zijn eerste huwelijk waren:
- Fortún Garcés, en grootvader (via dochter) van Toda Aznar en Sancha Aznar
- Jimena Garcés (848-912), in 869 gehuwd met Alfons III van Asturië
- Velasco Garcés.
- Oneca Garcés, echtgenote van Aznar II Galíndez.